# هيلين هولمز
هيلين هولمز (بالإنجليزية: Helen Holmes)‏ (و. 1893 – 1950 م) هي ممثلة، ومخرجة سينمائية، وممثلة مسرحية، من الولايات المتحدة الأمريكية، ولدت في شيكاغو، توفيت في بربانك، كاليفورنيا، عن عمر يناهز 57 عاماً.

## وصلات خارجية
- هيلين هولمز على موقع IMDb (الإنجليزية)
- هيلين هولمز على موقع أول موفي (الإنجليزية)
- هيلين هولمز على موقع قاعدة بيانات برودواي على الإنترنت (الإنجليزية)
- هيلين هولمز على موقع قاعدة بيانات الأفلام السويدية (السويدية)
- هيلين هولمز على موقع قاعدة بيانات الفيلم (الإنجليزية)
- هيلين هولمز على موقع كينوبويسك (الروسية)